# Пятьдесят рублей
Пятьдеся́т рубле́й (50 рубле́й) (разг. полтинник, полтос) — традиционная банкнота России, Российской империи, СССР и многих государств и образований на их территории номиналом 50 рублей; традиционный цвет — серо-зелёный. В период стабильности — одна из самых крупных банкнот страны; в Советском Союзе на протяжении 57 лет, с 1934 по 1991 год — вторая по номиналу (после 100 рублей) банкнота.

## История
Первый выпуск банкнот в виде государственных ассигнаций был осуществлён в 1769 году по приказу Екатерины II. После этого ассигнации печатались регулярно вплоть до 1840 года. В 1843 году ассигнации были полностью выведены из обращения в связи с их обесцениванием. На смену государственным ассигнациям в 1841 году пришли кредитные билеты различных номиналов, в том числе и 50 рублей. Кредитные билеты номиналом 50 рублей выпускались нерегулярно. Во время революции, а затем гражданской войны в обращение были выпущены кредитные билеты временного правительства, так называемые «керенки».
В РСФСР данная банкнота печаталась с 1921 по 1924 год. Её заменила банкнота 5 червонцев.
В СССР банкноту номиналом не 5 червонцев, а 50 рублей начали печатать после денежной реформы 1947 года (сталинский рубль). Банкнота печаталась до 1960 года. Затем, с 1961 года, произошла замена банкнот с деноминацией в 10 раз (хрущёвский рубль). Следующая замена пятидесятирублёвых и сторублёвых банкнот произошла в начале 1991 года (павловские деньги). Данная разновидность 50 рублей печаталась до распада Советского Союза и Центробанком РФ в 1992 году. В связи с сильной инфляцией 1992—1997 годов в России не печаталась. Зато в результате гиперинфляции данный номинал становится мелким, и вместо банкноты с 1992 года выпускается разменная монета 50 рублей, имевшая хождение до деноминации 1 января 1998 года. В 1997 году (после деноминации в 1000 раз) печать банкноты возобновлена и продолжается по сей день.

## Внешний вид банкнот
Внешний вид банкноты неоднократно менялся. На ассигнациях в основном изображались орнаменты и номиналы. На царских кредитных билетах в основном изображались русские императоры. На «керенках» и «совзнаках» изображались различные орнаменты. На советских деньгах печатались коммунистические символы, портрет Ленина, памятники архитектуры. На современной банкноте изображена статуя Невы у подножия Ростральной колонны и Петропавловский собор. На правой ноге статуи по ошибке изображены шесть пальцев вместо пяти (это можно объяснить также тем, что сбоку стопы ложится тень и художник изобразил её штрихами не от самого пальца, а отступив на некоторое расстояние, поэтому нам кажется, что между тенью и пятым пальцем есть шестой).

## Характеристики банкнот
| Изображение     | Изображение       | Размеры (мм) | Основной цвет            | Описание | Описание | Описание                                 | Дата выхода                |
| Лицевая сторона | Оборотная сторона | Размеры (мм) | Основной цвет            | Лицевая сторона | Оборотная сторона                                                                                               | Водяной знак                             | Дата выхода                |
| --------------- | ----------------- | ------------ | ------------------------ | --- | --- | ---------------------------------------- | -------------------------- |
|                 |                   | 132×90       | Коричневый               | Номинал цифрами и прописью, пояснительные надписи                                                                  | Герб России, номинал цифрами и прописью                                                                         | Есть                                     | 1918                       |
|                 |                   | 50×38        | Коричневый               | Герб РСФСР, номинал цифрами и прописью                                                                             | Номинал цифрами и прописью                                                                                      | Есть                                     | 1921                       |
|                 |                   | 50×38        | Жёлто-коричневый         | Герб РСФСР, номинал цифрами и прописью                                                                             | Номинал цифрами и прописью                                                                                      | Есть                                     | 1921                       |
|                 |                   | 138×91       | Синий                    | Герб РСФСР, номинал цифрами и прописью                                                                             | Номинал, текст условий деноминации                                                                              | Есть                                     | 1922                       |
|                 |                   | 40×66        | Сине-зелёный             | Герб РСФСР, номинал цифрами и прописью                                                                             | — | Есть                                     | 1922                       |
|                 |                   | 138×90       | Оливковый                | Герб РСФСР, номинал цифрами и прописью                                                                             | Номинал, текст условий деноминации                                                                              | Есть                                     | 1923                       |
|                 |                   | 138×90       | Оливковый                | Герб РСФСР, номинал цифрами и прописью                                                                             | Номинал, текст условий деноминации                                                                              | Есть                                     | 1923                       |
|                 |                   | 218×103      | Зелёный                  | Надпись «Билет Государственного банка СССР», портрет В. И. Ленина анфас, герб СССР, номинал цифрами и прописью.    | Номинал цифрами и прописью на официальных языках всех республик СССР.                                           | В. И. Ленин (Как на червонцах 1937 года) | 16 декабря 1947, март 1957 |
|                 |                   | 140×71       | Зелёный                  | Надпись «Билет Государственного банка СССР», портрет В. И. Ленина в профиль, герб СССР, номинал цифрами и прописью | Номинал цифрами и прописью на 15 официальных языках республик СССР, Большой кремлёвский дворец, Тайницкая башня | В. И. Ленин                              | 1 января 1961              |
|                 |                   | 144×71       | Зелёный, жёлтый, красный | Надпись «Билет Государственного банка СССР», портрет В. И. Ленина в профиль, герб СССР, номинал цифрами и прописью | Номинал цифрами и прописью на 15 официальных языках республик СССР, Большой кремлёвский дворец, Тайницкая башня | В. И. Ленин                              | 23 января 1991             |
|                 |                   | 144×71       | Зелёный, жёлтый, красный | Надпись «Билет Государственного банка СССР», портрет В. И. Ленина в профиль, герб СССР, номинал цифрами и прописью | Номинал цифрами и прописью на русском языке, Большой кремлёвский дворец, Тайницкая башня                        | Пятиконечные звёзды и волнистые полосы   | 1 июля 1992                |
|                 |                   | 150×65       | Голубой                  | Санкт-Петербург — Статуя Невы у подножия Ростральной колонны, Петропавловский собор                                | Стрелка Васильевского острова                                                                                   | «50», Петропавловский собор              | 1 января 1998              |
|                 |                   | 150×65       | Голубой                  | Санкт-Петербург — Статуя Невы у подножия Ростральной колонны, Петропавловский собор                                | Стрелка Васильевского острова                                                                                   | «50», Петропавловский собор              | 1 января 2001              |
|                 |                   | 150×65       | Голубой                  | Санкт-Петербург — Статуя Невы у подножия Ростральной колонны, Петропавловский собор                                | Стрелка Васильевского острова                                                                                   | «50», Петропавловский собор              | 16 августа 2004            |

## Монеты

### Монеты регулярного чекана — образца 1992—1993 годов
| Изображение | Номинал   | Диаметр | Толщина | Масса  | Материал                                                                | Гурт                | Реверс                         | Аверс                                     | Год                               |
| ----------- | --------- | ------- | ------- | ------ | ----------------------------------------------------------------------- | ------------------- | ------------------------------ | ----------------------------------------- | --------------------------------- |
|             | 50 рублей | 25 мм   | 1,95 мм | 6,25 г | Биметалл (кружок выполнен из бронзы, ободок из медно-никелевого сплава) | прерывисто рубчатый | Номинал, растительный орнамент | Надпись «Банк России», «Пятьдесят рублей» | 1992                              |
|             | 50 рублей | 25 мм   | 1,9 мм  | 6 г    | бронза                                                                  | прерывисто рубчатый | Номинал, растительный орнамент | Надпись «Банк России», «Пятьдесят рублей» | 1993                              |
|             | 50 рублей | 25 мм   | 1,9 мм  | 5,2 г  | сталь, плакированная латунью                                            | гладкий             | Номинал, растительный орнамент | Надпись «Банк России», «Пятьдесят рублей» | 1995 (на монетах указан 1993 год) |

### Памятные монеты
Первая памятная монета номиналом 50 рублей была выпущена в СССР в 1988 году — в серии «1000-летие России», была выпущена монета «Софийский собор, Великий Новгород».
С 1988 года по 1991 год в СССР были выпущены 6 видов памятных монет номиналом 50 рублей (все из золота).
С 1992 года по 3 октября 2016 года Банк России выпустил 109 видов памятных монет номиналом 50 рублей из золота и 4 вида памятных монет из платины.
С 2025 года выпускаются, стальные с никелевым и латунным гальваническим покрытием, памятные монеты

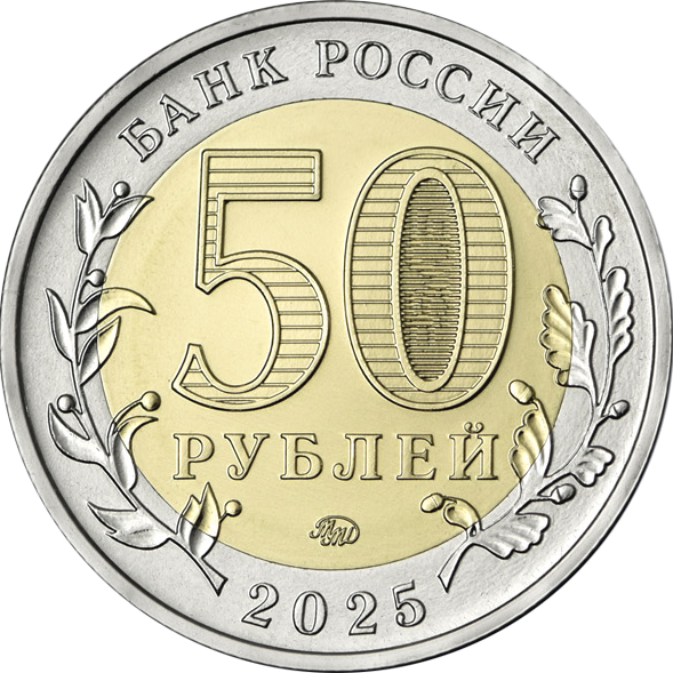
50 рублей сталь, аверс; 2025 год

### Инвестиционные монеты

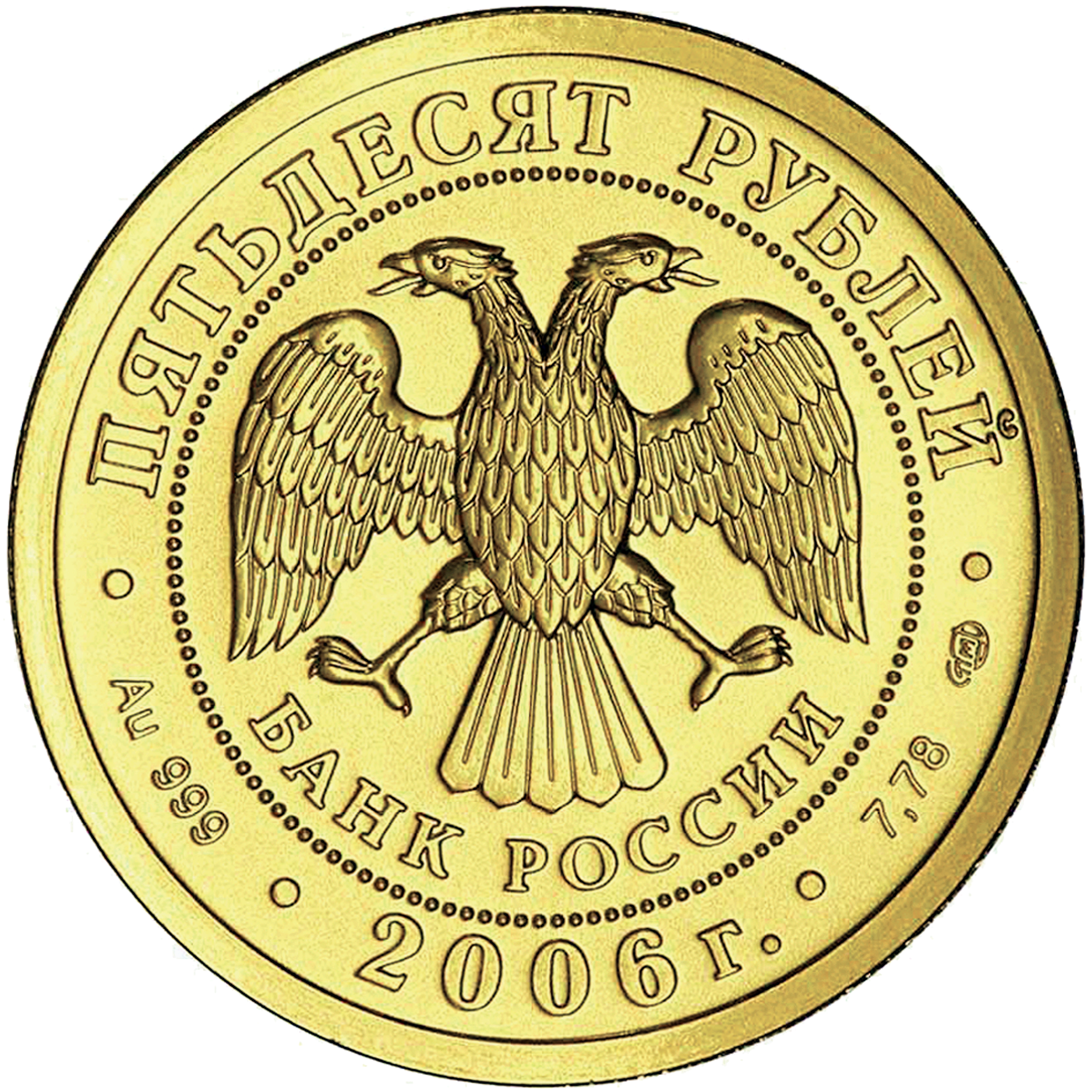
Георгий Победоносец, аверс (анциркулейтед)
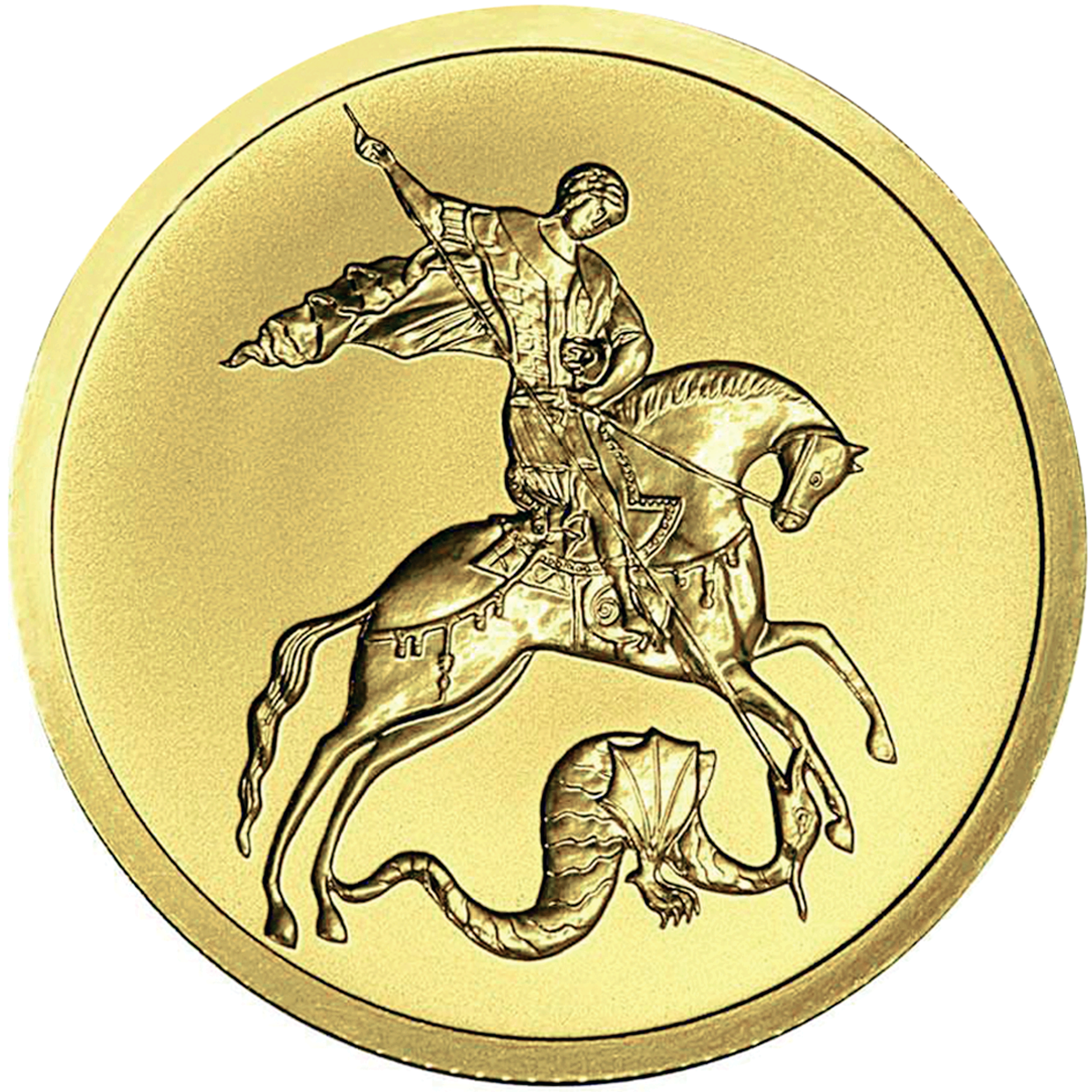
Георгий Победоносец, реверс (анциркулейтед)
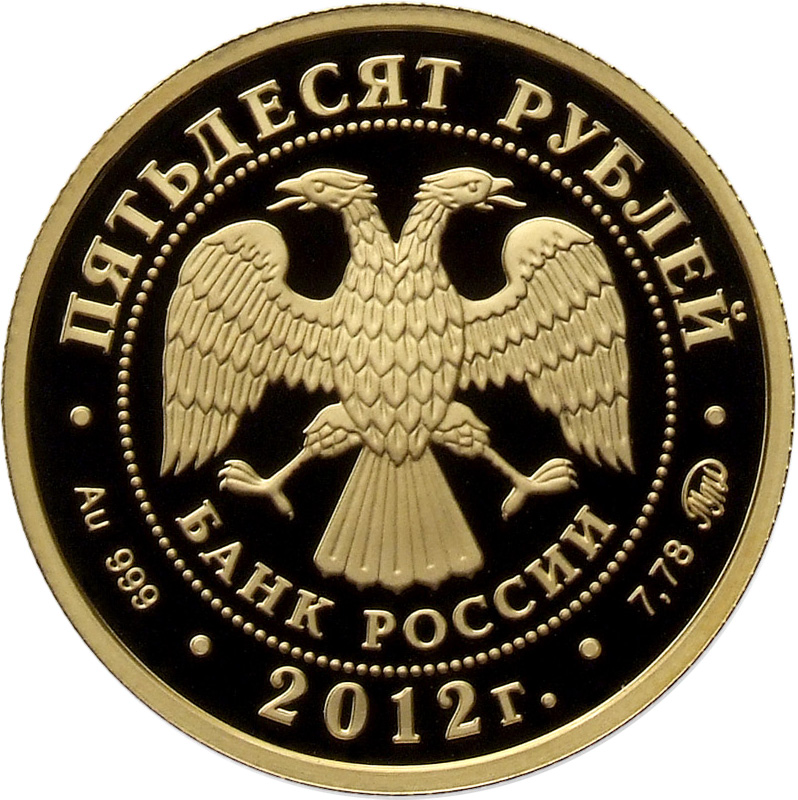
Георгий Победоносец, аверс (пруф)
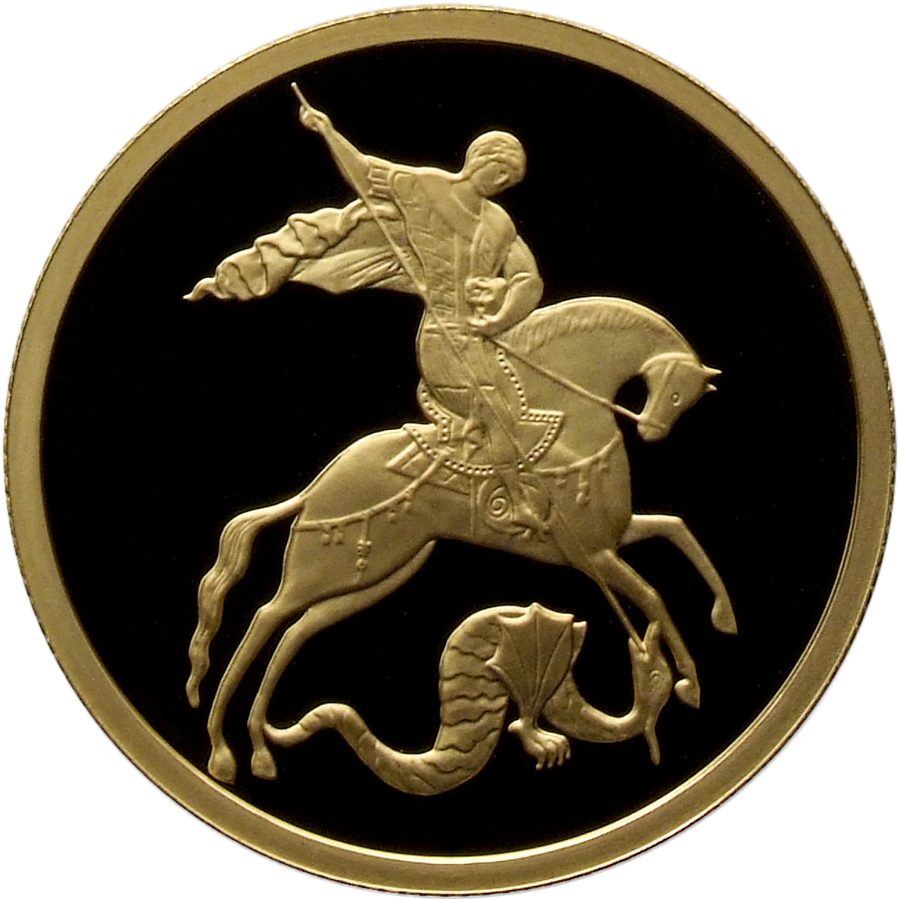
Георгий Победоносец, реверс (пруф)

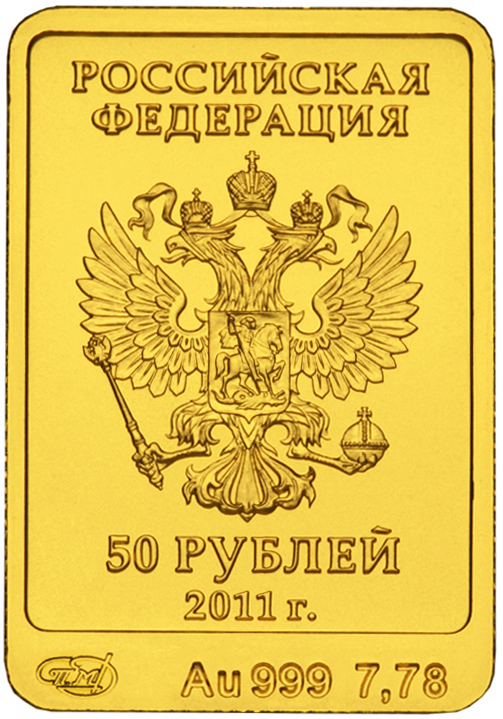
Аверс инвестиционной монеты (2011)
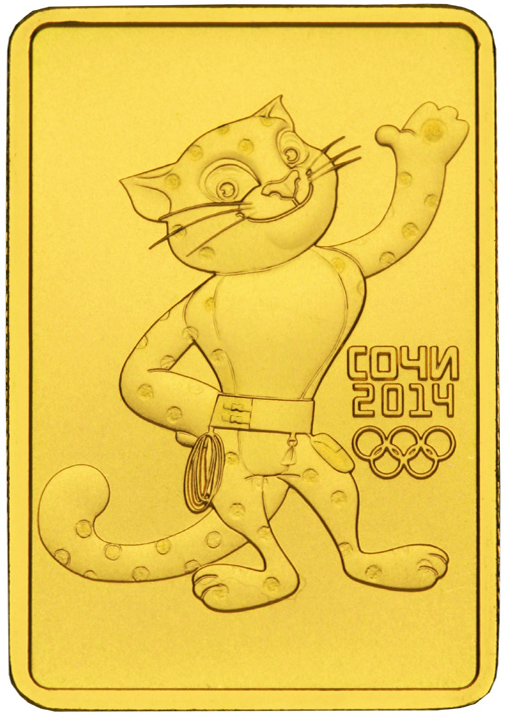
Реверс инвестиционной монеты (2011)
Аверс инвестиционной монеты (2012)
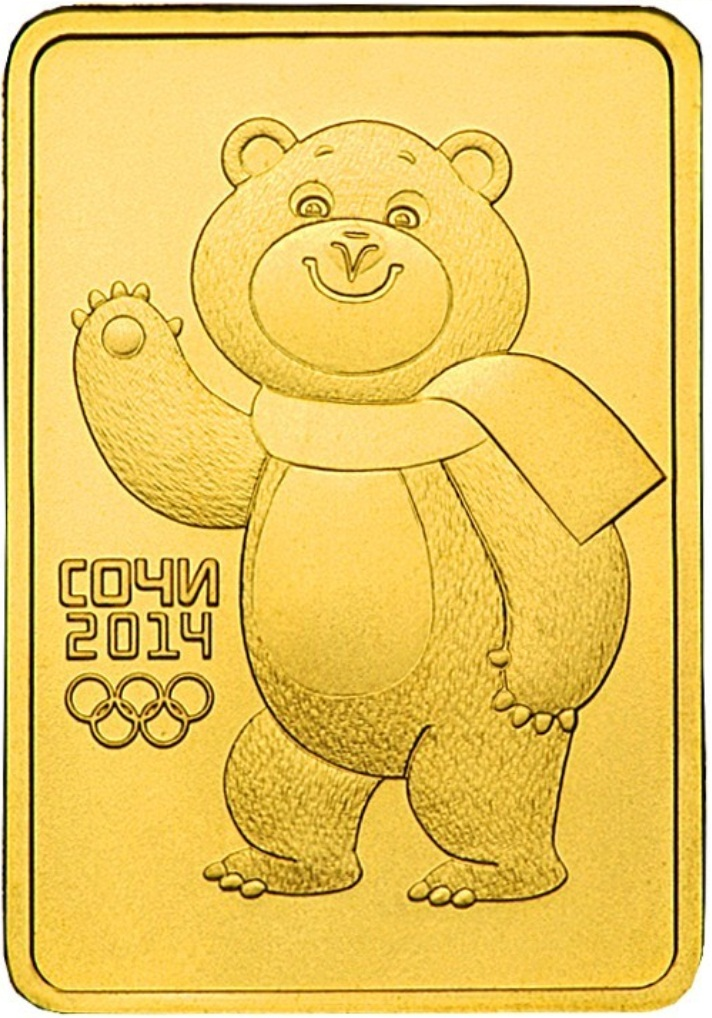
Реверс инвестиционной монеты (2012)
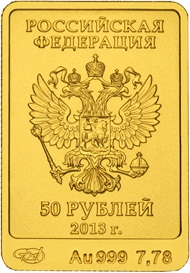
Аверс инвестиционной монеты (2013)
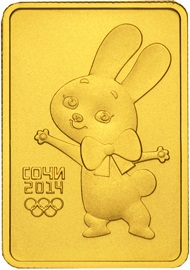
Реверс инвестиционной монеты (2013)

## Галерея банкнот

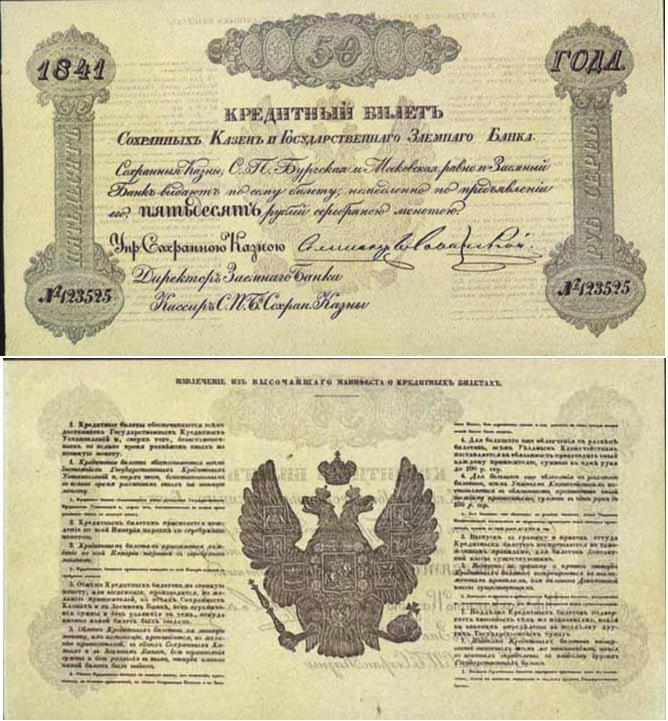
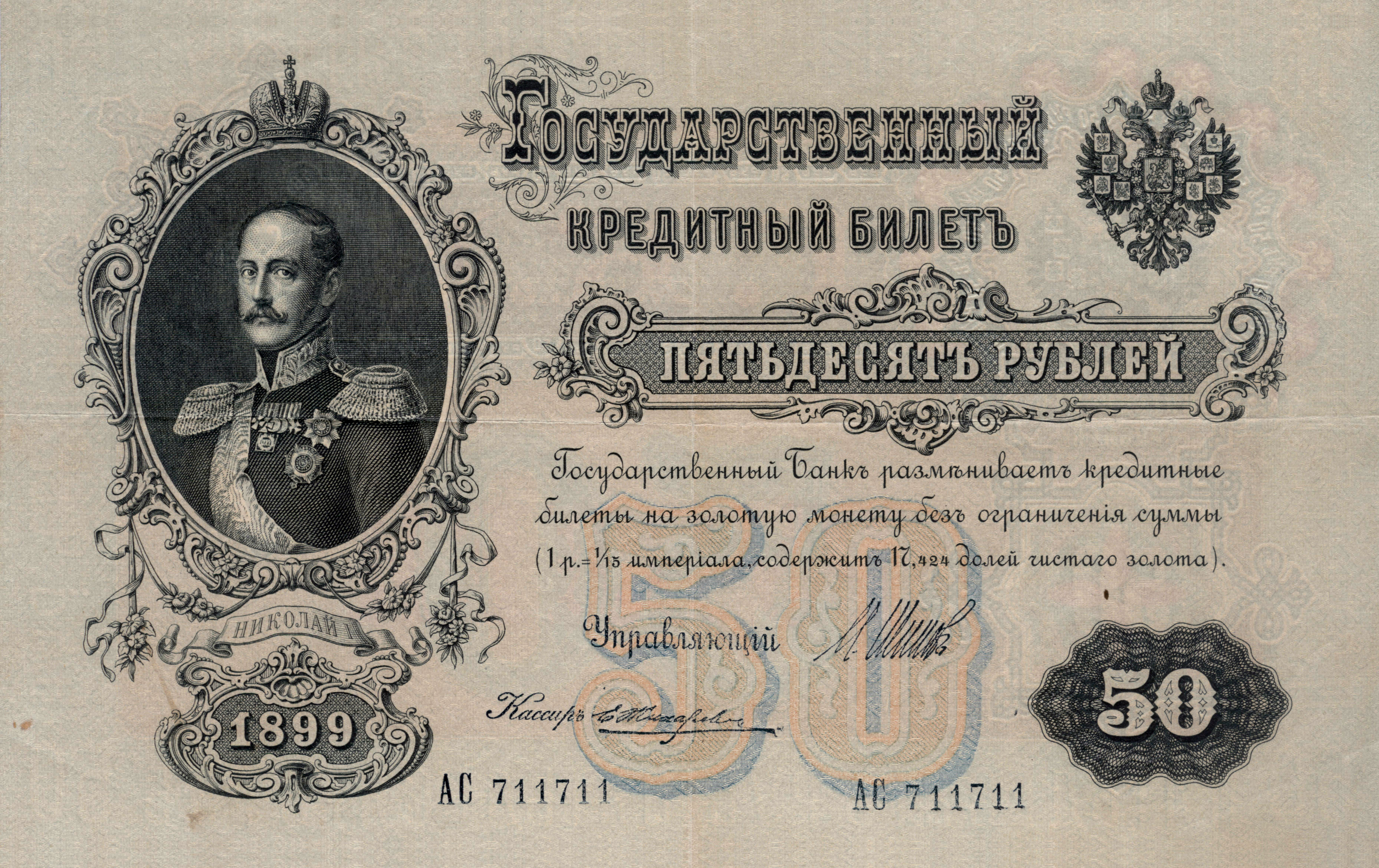
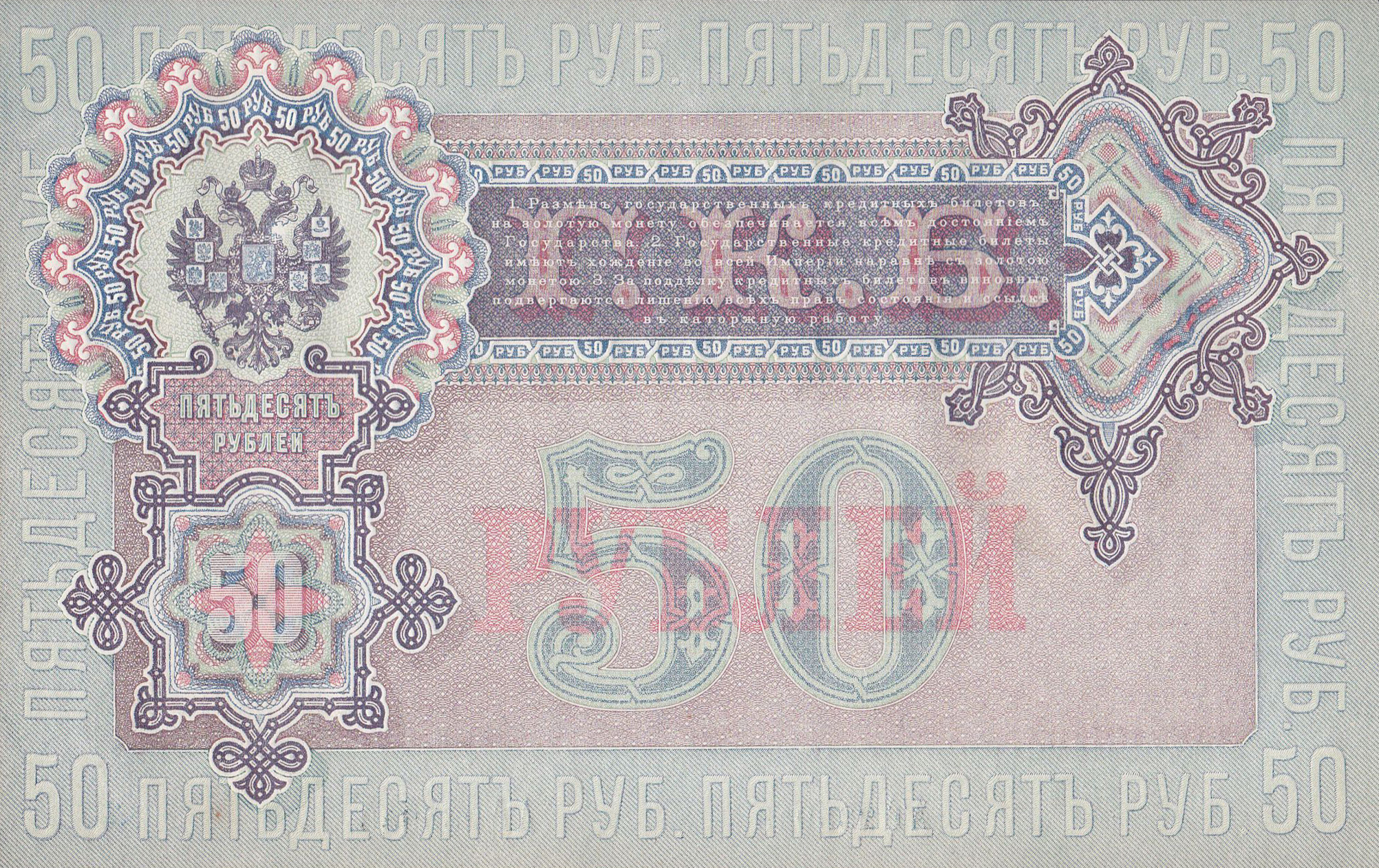
50 николаевских рублей (1899)
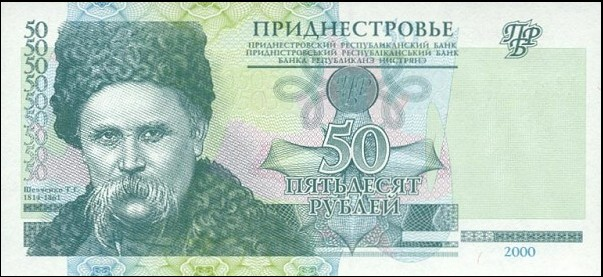
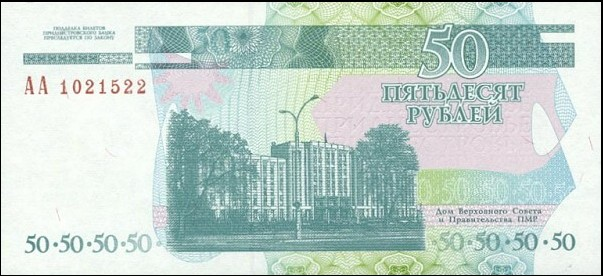
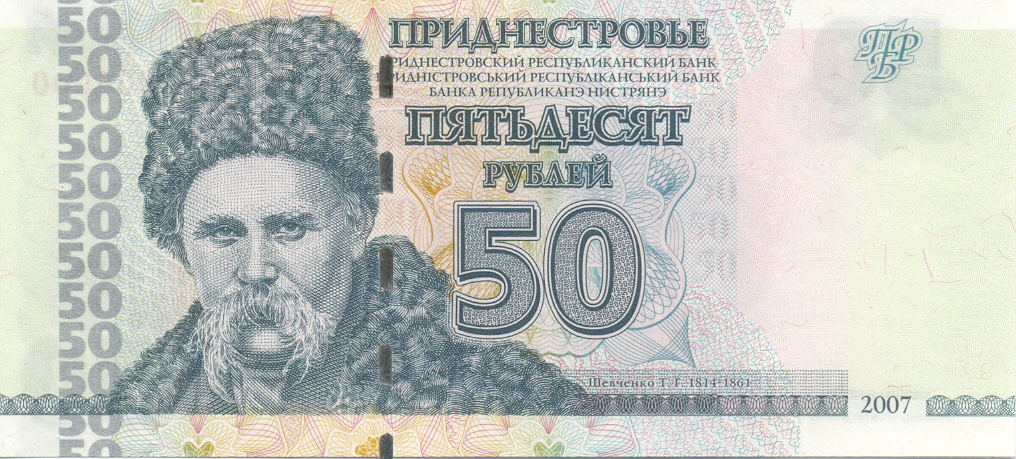
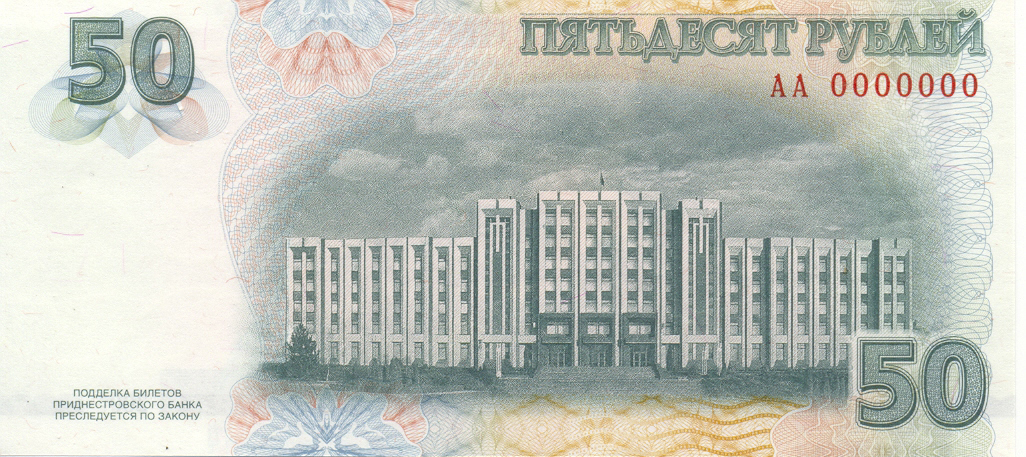
50 приднестровских рублей (2007)
50 латышских рублей (1992)
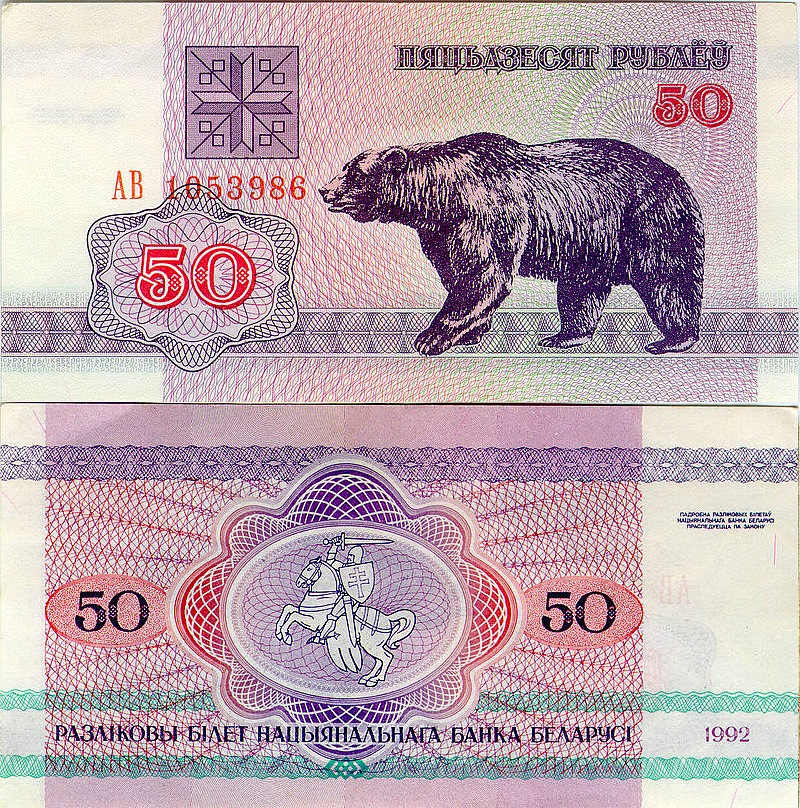
Белорусские 50 рублей (1992)
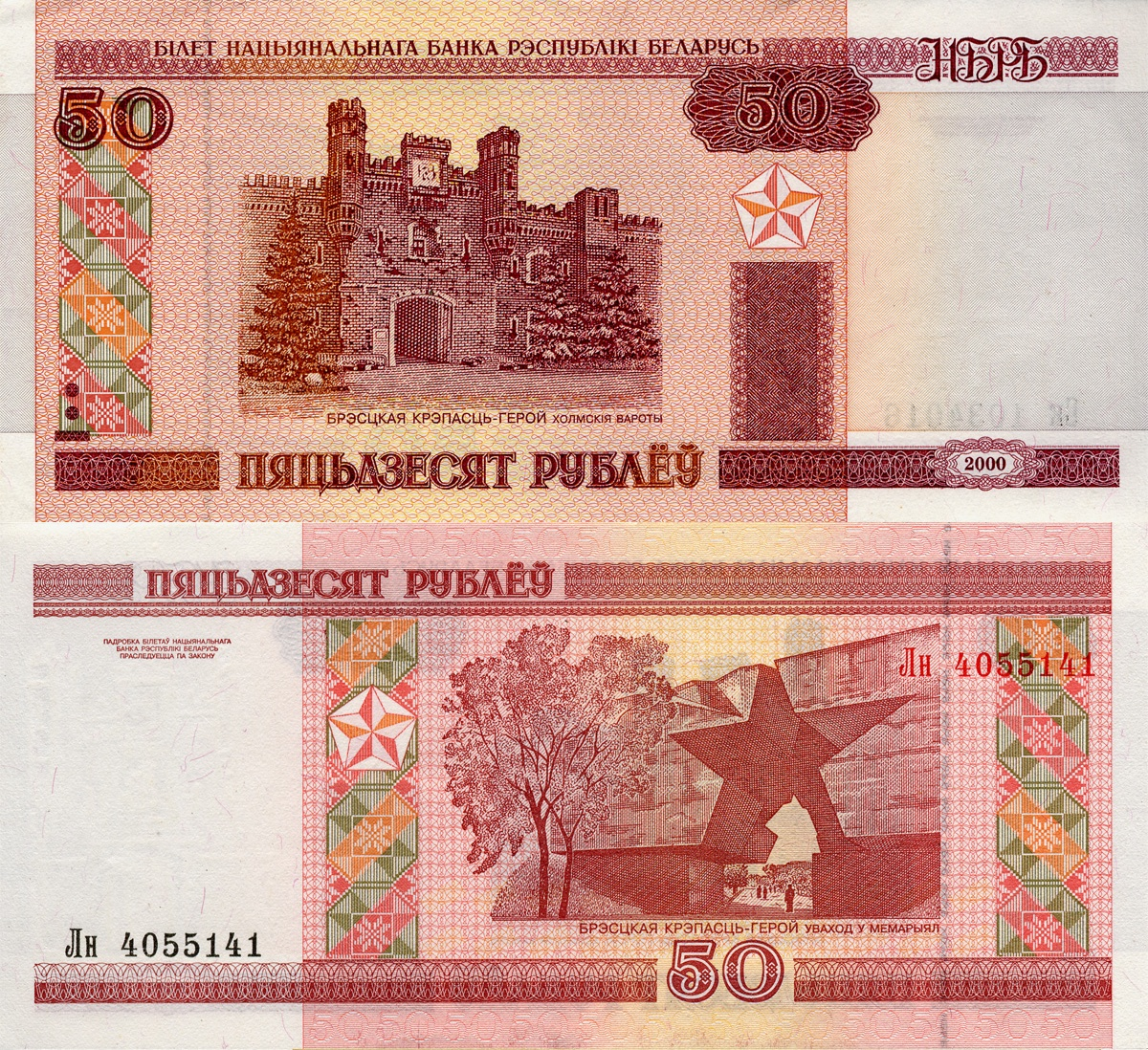
Белорусские 50 рублей (2000)
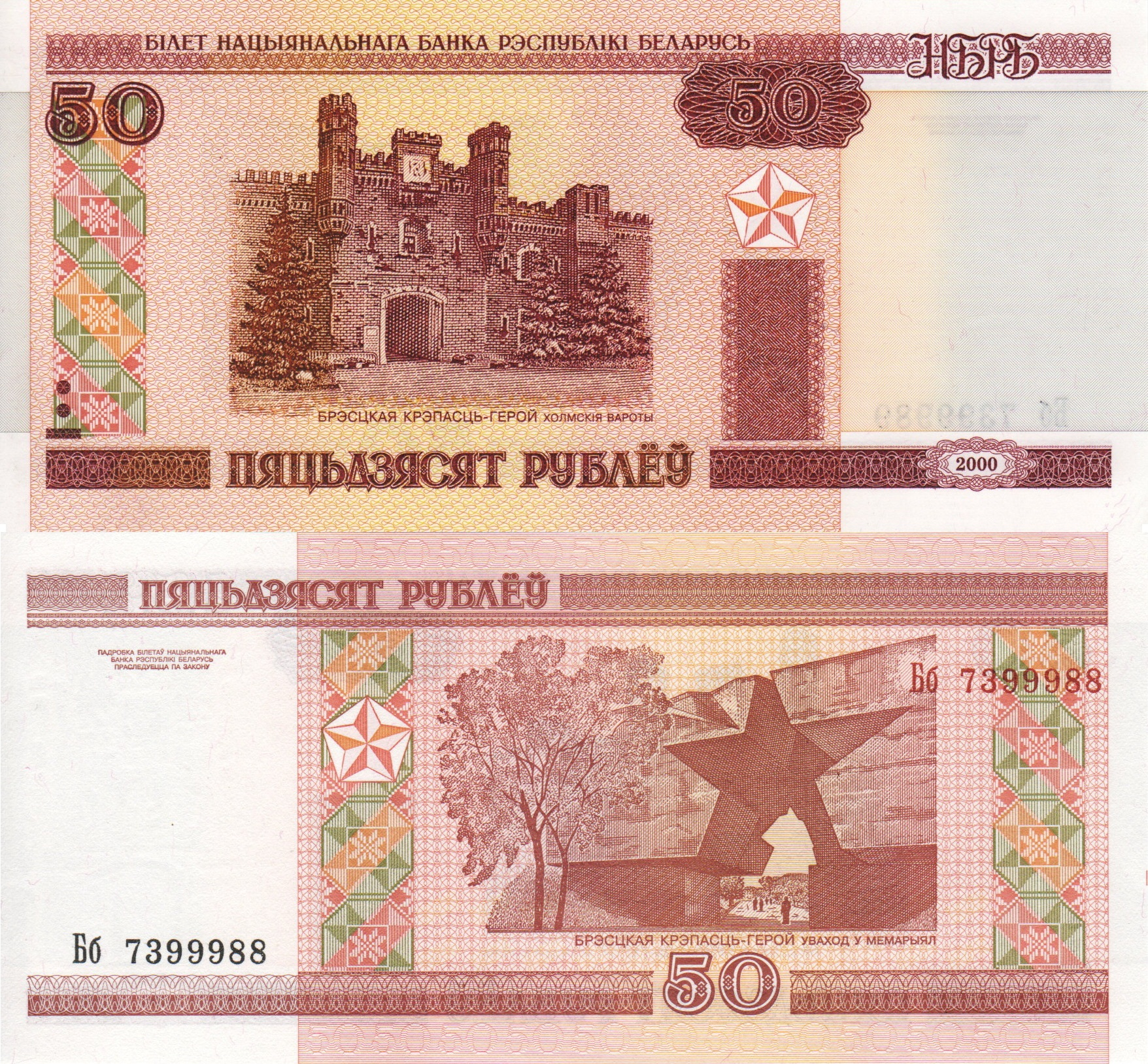
Белорусские 50 рублей (2010)